# Adrian König-Rannenberg
Adrian König-Rannenberg (* 26. Mai 1993) ist ein deutsch-peruanischer Leichtathlet, der sich auf den Mittelstreckenlauf spezialisier hat und der seit März 2025 für Peru startberechtigt ist.

## Sportliche Laufbahn
Erste Erfahrungen bei internationalen Meisterschaften sammelte Adrian König-Rannenberg im Jahr 2025, als er bei den Südamerikameisterschaften in Mar del Plata in 3:48,19 min den siebten Platz im 1500-Meter-Lauf belegte.
2025 wurde König-Rannenberg peruanischer Meister im 1500-Meter-Lauf.

## Persönliche Bestzeiten
- 1500 Meter: 3:45,60 min, 27. Juli 2024 in Löwen
  - 1500 Meter (Halle): 3:47,29 min, 8. Februar 2025 in Metz